# Elecciones generales de Botsuana de 1979
Las elecciones generales de Botsuana de 1979 tuvieron lugar el sábado 20 de octubre del mencionado año, con el objetivo de renovar 32 de los 36 escaños de la Asamblea Nacional, ejerciendo estos funciones por el período legislativo 1979-1984. Se trató de los terceros comicios que tenían lugar en Botsuana tras su independencia del Reino Unido en 1966, y los cuartos bajo sufragio universal en la historia del país. Tuvieron lugar al mismo tiempo que las elecciones de gobierno local. Fueron a su vez las últimas elecciones que se realizaron bajo la presidencia de Seretse Khama.
Con el objetivo de evitar una nueva caída en el registro y en la participación electoral, tal y como ocurriera en las dos elecciones anteriores, el gobierno de Khama realizó una profusa campaña para convencer a la población de registrarse y votar. Si bien hubo de todas formas una elevada abstención, finalmente la concurrencia fue mucho más alta que en 1974 y 1969, alcanzando al 58,42 % del electorado registrado. El gobernante y hegemónico Partido Democrático de Botsuana (BPD), liderado por el presidente Khama, obtuvo un cuatro triunfo consecutivo aplastante con el 75,16 % de los votos y 29 de los 32 escaños electos, sumando dos con respecto a la elección anterior e imponiéndose en casi todo el país. Ante el declive de la salud del propio Khama (que tuvo una participación muy reducida en la campaña electoral), el aplastante triunfo del vicepresidente Quett Masire en su circunscripción de Ngwaketse/Kgalagadi consolidó su posición como eventual sucesor y tranquilizó al liderazgo del partido sobre la posibilidad de un vacío de poder ante el eventual retiro o fallecimiento de su líder.
La oposición, al igual que en los comicios anteriores, experimentó serios reveses. El Frente Nacional de Botsuana (BNF), principal partido de la oposición encabezado por Kenneth Koma (quien reemplazó a Bathoen Gaseitsiwe como candidato presidencial), logró incrementar su caudal de votos y retener con éxito los dos escaños que tenía en el sur del país (Kanye Norte y Kanye Sur), logrando el 13,01 % de las adhesiones. El Partido Popular de Botsuana (BPP), encabezado por Philip Matante, obtuvo el 7,41 % y perdió el escaño parlamentario de Francistown, que ocupaba su líder, conservando el escaño por Noreste. No así el Partido de la Independencia de Botsuana (BIP), que obtuvo el 4,21 % de los votos, resultando su líder, Motsamai Mpho, derrotado en la circunscripción de Okavango, cayendo prácticamente en la irrelevancia política. El 0,21 % restante de los votos fue para dos candidatos independientes, ninguno de los cuales resultó elegido.
Junto con las elecciones de 1989, se trató de una de las dos mayores victorias del BDP en toda su historia. Khama fue reelegido para un cuarto mandato presidencial el 23 de octubre, pero no pudo completarlo, pues falleció el 13 de julio de 1980, víctima de un cáncer de páncreas. Fue sucedido por el vicepresidente Quett Masire. Los comicios de 1979 marcaron un apogeo político para el BDP, que a partir de las siguientes elecciones comenzaría un lento declive.

## Antecedentes
Las elecciones generales de 1974 vieron al Partido Democrático de Botsuana obtener un triunfo abrumador, con más del 76 % del voto popular y 27 de los 32 escaños parlamentarios electos. Sin embargo, los comicios se caracterizaron por su baja participación, de solo el 31,22 % de los votantes elegibles, en gran medida debido a una fuerte apatía política por parte de la población. Durante su tercer mandato como presidente, Seretse Khama buscó implementar medidas que fomentaran una mayor concurrencia en las siguientes elecciones. Por eso, los comicios de 1979 fueron precedidos por una nueva ronda de registro electoral. Hubo nominalmente un aumento muy marginal, de 6635 sufragantes, con respecto al registro de los comicios anteriores, aunque se considera que esto pudo deberse al hecho de que el registro anterior tenía muchos duplicados y errores, y que en realidad el crecimiento en el registro fue mucho mayor. Durante la segunda mitad del mandato parlamentario, las relaciones entre Botsuana y los países vecinos bajo regímenes de apartheid (Sudáfrica y Rodesia) se habían deteriorado severamente debido al permiso del gobierno de Khama para que los movimientos opositores negros en ambas naciones se organizaran en territorio botsuano. Con el conflicto rodesiano cada vez más avanzado, se esperaba que la cuestión del apartheid jugara un papel importante en la campaña electoral de 1979.
El 29 de julio de 1975, se produjo una huelga en la mina de diamantes BCL Limited de Selebi-Phikwe, en el norte del país, que sería por mucho tiempo el mayor conflicto en la historia del movimiento laboral en el país. Luego de que se aplazaran temporalmente las negociaciones entre el sindicato y la dirección de la mina (más que nada sostenida por trabajadores expatriados) respecto a los aumentos salariales previstos para el mes, los trabajadores botsuanos irrumpieron en la mina y declararon la huelga, produciéndose un considerable daño a la infraestructura y varias agresiones a expatriados. La huelga fue finalmente reprimida por la fuerza luego de que fracasaran los intentos del vicepresidente Quett Masire de tranquilizar a la multitud dirigiéndose personalmente al lugar. Los trabajadores expatriados reanudaron el trabajo de mantenimiento al día siguiente, mientras que cientos de botsuanos fueron despedidos y luego reintegrados selectivamente sobre la base de listas elaboradas por los jefes de departamento (en su mayoría expatriados). Khama se dirigió al país al día siguiente para respaldar el accionar de la mina en medio de críticas por parte de la oposición. Se trató de uno de los primeros incidentes de represión policial y conflicto laboral serios en la historia de Botsuana, y generó intensos debates sobre la situación de los derechos laborales y la presencia de empresas multinacionales en el país.
El período previo a las elecciones vio una reorganización interna dentro del Frente Nacional de Botsuana, principal partido de la oposición. En el Congreso del partido en abril de 1977, Bathoen Gaseitsiwe, que ejercía como líder de la Oposición en la Asamblea Nacional, fue reemplazado como presidente del partido por Kenneth Koma, con quien había compartido el liderazgo del BNF durante toda la década anterior. Koma fue de este modo proclamado candidato presidencial y abandonó su anterior estrategia, que consistía en mantener un perfil bajo y sostener el liderazgo de Bathoen (un tradicionalista conservador) y evadir la campaña anticomunista por parte del oficialismo. Bathoen conservó su cargo parlamentario y se presentó nuevamente como candidato en su circunscripción en Kanye South, mientras que Koma fue por segunda vez candidato en la circunscripción única de Gaborone.

## Sistema electoral
Los comicios se realizaron bajo la constitución vigente aprobada en 1966, y siguiendo los lineamientos de la ley electoral aprobada el 17 de mayo de 1968. De acuerdo con la misma, todo ciudadano botsuano mayor de veintiún años puede registrarse para votar en las elecciones, siempre que estén inscritos en la lista electoral de su lugar de residencia y no tengan una condena de prisión que supere los seis meses. Las listas electorales se establecen en las oficinas de votación de los barrios una vez que los distritos electorales se hubiesen demarcado. Un elector solo puede votar en la circunscripción en la que está registrado. El sufragio es universal, optativo y secreto. Todo ciudadano registrado como votante que fuere capaz demostrar un dominio oral y escrito suficiente del idioma inglés podría presentar su candidatura para diputado de la Asamblea Nacional. No podrían presentar su candidatura aquellos que incumplieran los requisitos, ni tampoco los miembros de la entidad tribal denominada Consejo de Jefes o los funcionarios públicos en ejercicio.
Los 32 escaños de la Asamblea Nacional son elegidos por medio de escrutinio mayoritario uninominal. Todo el territorio del país se encuentra dividido en 32 circunscripciones, cada una de las cuales debe ser representada por un diputado, elegido por el electorado de dicha circunscripción a simple mayoría de votos. Cada candidatura a la Asamblea Nacional debe ser presentada por dos ciudadanos de la circunscripción que se disputará y respaldada por al menos otros siete. Un candidato no puede representar a más de una circunscripción. El presidente de la República es elegido al mismo tiempo que la Asamblea Nacional bajo un sistema indirecto. Los candidatos a la Asamblea Nacional deben declarar su apoyo por un candidato presidencial, y el candidato que reciba los apoyos de la mayor cantidad de diputados electos será de este modo elegido presidente. Su mandato es renovado cuando se renueva la Asamblea Nacional. En caso de la vacancia de un cargo parlamentario durante el período legislativo, se realizarán elecciones parciales en dicha circunscripción bajo el mismo sistema electoral.
Después de las elecciones, cuatro miembros de la Asamblea Nacional son designados por los parlamentarios electos para representar intereses especiales. El presidente y el fiscal general de la República son miembros ex officio sin derecho a voto.

## Candidaturas

### Candidaturas presidenciales
Las nominaciones de candidaturas presidenciales fueron recogidas por el Jefe de Justicia, en calidad de Director de Escrutinio de Elecciones Presidenciales, en el edificio de la Corte Suprema. Dos líderes políticos presentaron sus documentos para postularse como candidatos presidenciales, recibiendo ambos la validación de la justicia.
| Candidato                      | Partido | Partido                               |
| ------------------------------ | ------- | ------------------------------------- |
| Seretse Khama                  |         | Partido Democrático de Botsuana (BDP) |
| Kenneth Koma                   |         | Frente Nacional de Botsuana (BNF)     |
| Fuente: Parlamento de Botsuana |         |                                       |

### Candidaturas parlamentarias
La nominación de candidatos fue el 21 de septiembre. Al igual que en las elecciones anteriores, el gobernante Partido Democrático de Botsuana fue el único partido político que presentó candidatos en las 32 circunscripciones del país, y a su vez fue el único en disputar los suficientes como para lograr una mayoría absoluta que le permitiera gobernar por sí solo. El Frente Nacional de Botsuana, principal partido de la oposición y encabezado por el antiguo jefe tribal Bathoen Gaseitsiwe y el abogado izquierdista Kenneth Koma, postuló 16 candidatos, exactamente la mitad de las circunscripciones. El Partido Popular de Botsuana, liderado por Philip Matante, presentó catorce candidatos, en un intento por nacionalizar su campaña, pues hasta entonces su presencia se encontraba mayormente restringida al noreste del país, donde tenía sus dos únicos parlamentarios. Por el contrario, el Partido de la Independencia de Botsuana, liderado por Motsamai Mpho (que era además el único representante del partido en el legislativo), restringió cada vez más su limitación al norte del país con solo cinco candidatos, todos postulados en dicha región. Hubo además dos candidatos independientes.
En dos circunscripciones (Kgalagadi y Serowe North), el candidato del BDP no tuvo oponente y resultó de este modo electo sin que se realizara votación alguna.
|  | 100.00 % |

|  | 50.00 % |

|  | 43.75 % |

|  | 15.63 % |

|  | 6.25 % |

## Campaña
La campaña oficialista buscó centrarse mayormente en la política exterior. En su manifiesto electoral, el BDP propuso impulsar una oposición más vocal al apartheid y pedir mayores sanciones económicas contra Rodesia. Si bien no consideraba que su hegemonía corriera peligro, el gobierno del BDP era consciente de que su legitimidad podía ser puesta en duda si la participación electoral era baja, por lo que buscó a impulsar una alta concurrencia mediante un amplio despliegue en los medios de comunicación. La campaña del BDP tuvo una destacada participación por parte de los ministros del gabinete, y una cada vez más remarcable ausencia por parte del propio Khama. Con su salud en declive y víctima de un cáncer de páncreas (que le provocaría la muerte menos de un año después de los comicios), Khama realizó pocas apariciones públicas, las cuales se limitaron a visitas estratégicas en regiones donde la oposición era fuerte, destacando sus visitas a la circunscripción de Okavango (entonces en manos de Motsamai Mpho, líder del BIP). El BDP buscó remarcar los éxitos de su gestión y criticar a la oposición, en particular al BNF (que era el partido opositor que más escaños disputaba) a quienes acusó de tratar de «exportar ideologías inaplicables a Botsuana». La oposición, por su parte, acusó al gobierno de ser «elitista» y de tener demasiado poder, afirmando que otra victoria del BDP podría ser «la última elección libre en Botsuana» (una advertencia que habían hecho sistemáticamente en las anteriores tres elecciones).

## Resultados

### Resultado general

Resultado por circunscripción.

Hubo 434 centros electorales en las treinta circunscripciones donde la elección se disputó. La participación fue mucho más alta que en los anteriores comicios, alcanzando a un 58,42 % de los votantes registrados. El Partido Democrático de Botsuana obtuvo un cuarto triunfo aplastante consecutivo con un 75,16 % de los votos y 29 de los 32 escaños electos, lo que permanece hasta la fecha como uno de sus dos triunfos más aplastantes en término de escaños parlamentarios, y garantizando la reelección de Seretse Khama como presidente. El partido oficialista se impuso en veintisiete de las treinta circunscripciones disputadas, un incremento de dos con respecto a las elecciones anteriores, y sumando veintinueve contando los dos distritos donde triunfó sin oposición (Kgalagadi en el extremo sur, la segunda vez consecutiva que el distrito no tuvo competencia, y Serowe South). En general, el BDP obtuvo el 75,16 % de los votos, lo que implicó una caída de 1,46 % con respecto a 1974, pero un crecimiento abrumador de más del doble de votos absolutos (52.051) debido al alza del registro y la participación, en ese momento solo por debajo de los niveles logrados en las elecciones inaugurales de 1965. El mejor resultado para el BDP se dio en Serowe North, región natal de Khama, donde Colin Blackbeard obtuvo el 99,10 % de los votos, lo que permanece hasta la fecha como el triunfo personal más aplastante de la historia electoral botsuana. El Distrito Central, territorio de la tribu BaNgwato de Khama, continuó siendo abrumadoramente leal al BDP y el partido ganó casi todas las circunscripciones con más de un 90 % de los votos. El BDP continuó mostrándose relativamente débil en el norte del país (aunque logró triunfar en todos los distritos por primera vez), y en los territorios sureños de la tribu Bangwaketse (a la que pertenecía el líder de la oposición Bathoen Gaseitsiwe) y sus dos peores resultados fueron en Kanye South (con un 31,04 %) y en Kanye North (con un 47,05 %). Durante la elección también empezaron a mostrarse los primeros signos del declive del BDP en las áreas urbanas (el cual se profundizaría tras la muerte de Khama) con un triunfo deslucido en Gaborone, del 54,73 %, para Peter Mmusi (una caída de veinte puntos respecto a 1974).
La oposición, con escasos recursos y muy dividida, continuó perdiendo votos y escaños ante el crecimiento oficialista. El Frente Nacional de Botsuana fue el partido opositor con mejor desempeño al lograr el 13,01 % de los votos y retener los dos escaños que tenía en las circunscripciones de Kanye South y Kanye North. Bathoen Gaseitsiwe fue reelecto como miembro del parlamento con un 68,96 %, el único líder opositor en superar los dos tercios de los votos. El candidato presidencial del partido, el socialista Kenneth Koma, fracasó por segunda vez consecutiva en ganar el escaño de la capital, Gaborone, pero mejoró considerablemente su resultado a un 40,58 % de los votos, siendo el mejor resultado para los candidatos no electos del partido y consolidando cada vez más su posición interna frente al creciente conflicto con Bathoen, exponente del ala tradicionalista del partido. Otros resultados destacados para el BNF fueron un 32,26 % en Moshupa y un 32,17 % en Ngwaketse/Kgalagadi frente al vicepresidente Quett Masire, así como un 30,60 % en Lobatse/Barolong. A pesar de estos crecimientos, el BNF continuó muy restringido al sur del país y en casi todas las circunscripciones fuera del sur donde presentó candidatos estos fracasaron en reunir el 5 % de votos necesario para retener su depósito. El lento proceso de nacionalización del BNF no comenzaría hasta las siguientes elecciones, cuando la presencia electoral de las áreas urbanas se volvió más pronunciada.
Los demás partidos opositores sufrieron duras pérdidas. El Partido Popular de Botsuana, partido político más antiguo del país liderado por Philip Matante, sufrió su segundo declive consecutivo y cayó a un 7,41 % de los votos. Su mayor revés fue la estrecha derrota del propio Matante en la circunscripción de Francistown, que había ganado desde la independencia, ante Patrick Balopi del BDP. Matante falleció cinco días después de los comicios. Kenneth M. Nkhwa en North East obtuvo el 51,36 % y se convirtió en el único parlamentario del BPP. Mientras tanto, el Partido de la Independencia de Botsuana, de Motsamai Mpho, cayó a un 4,21 % y perdió casi toda su relevancia política, hasta entonces restringida al norte del país. Mpho fue aplastantemente derrotado en la circunscripción de Okavango, que había ganado en las anteriores elecciones, por Bailang Salepito, en lo que sería la última vez hasta 2004 que el BDP ganó en Okavango, y una de las tres únicas ocasiones en las que el partido gobernante ganó el escaño durante toda la existencia de la circunscripción.. Las derrotas de Matante y Mpho llevaron a que el BNF fuera el único partido opositor con un líder claro (Bathoen) en el parlamento, y de hecho pasarían treinta años hasta que el líder de un partido que no fueran el BDP o el BNF resultase electo miembro del Parlamento (con Gilson Saleshando, del BCP, en 2009). El BDP obtuvo mayoría absoluta de votos en las veintisiete circunscripciones que ganó, lo mismo que el BNF en Kanye y el BPP en North East, por lo que esta se mantiene hasta la fecha como la única elección desde la instauración del sufragio universal en la que una unidad de los partidos opositores no hubiera alterado el resultado.
|  | 75.16 % |

|  | 13.01 % |

|  | 7.41 % |

|  | 4.21 % |

|  | 0.21 % |

|  | 100.00 % |

|  | 0.00 % |

|  | 100.00 % |

|  | 58.42 % |

### Partido más votado por distrito
| Distrito  | BDP           | BDP           | BDP  | BNF    | BNF     | BNF  | BPP   | BPP     | BPP  | BIP   | BIP     | BIP  | Independientes | Independientes | Independientes |
| Distrito  | Votos         | %             | Esc. | Votos  | %       | Esc. | Votos | %       | Esc. | Votos | %       | Esc. | Votos          | %              | Esc.           |
| --------- | ------------- | ------------- | ---- | ------ | ------- | ---- | ----- | ------- | ---- | ----- | ------- | ---- | -------------- | -------------- | -------------- |
| Central   | 47.095        | 92,57 %       | 12   | 776    | 1,53 %  | —    | 2629  | 5,17 %  | —    | 377   | 0,74 %  | —    | —              | —              | —              |
| Noroeste  | 9551          | 62,38 %       | 3    | —      | —       | —    | 210   | 1,37 %  | —    | 5280  | 34.49 % | —    | 270            | 1,76 %         | —              |
| Noreste   | 4379          | 50,46 %       | 1    | —      | —       | —    | 4299  | 49,54 % | 1    | —     | —       | —    | —              | —              | —              |
| Gaborone  | 2661          | 54,73 %       | 1    | 1973   | 40,58 % | —    | 228   | 4,69 %  | —    | —     | —       | —    | —              | —              | —              |
| Ghanzi    | 8497          | 80,99 %       | 1    | —      | —       | —    | 306   | 19,01 % | —    | —     | —       | —    | —              | —              | —              |
| Kgalagadi | Sin oposición | Sin oposición | 1    | —      | —       | —    | —     | —       | —    | —     | —       | —    | —              | —              | —              |
| Kgatleng  | 3845          | 63,89 %       | 2    | —      | —       | —    | 2173  | 36,11 % | —    | —     | —       | —    | —              | —              | —              |
| Kweneng   | 14.417        | 88,47 %       | 4    | 1879   | 11,53 % | —    | —     | —       | —    | —     | —       | —    | —              | —              | —              |
| Sudeste   | 7087          | 71,28 %       | 2    | 2710   | 27,26 % | —    | 138   | 1,39 %  | —    | —     | —       | —    | 8              | 0,08 %         | —              |
| Sur       | 10.759        | 51,48 %       | 2    | 10.142 | 48,52 % | 2    | —     | —       | —    | —     | —       | —    | —              | —              | —              |
| Total     | 101.098       | 75,17 %       | 29   | 17.480 | 13,00 % | 2    | 9983  | 7,41 %  | 1    | 5627  | 4,21 %  | —    | 278            | 0,21 %         | —              |

### Resultado por circunscripción
|  | 69.38 % |

|  | 26.13 % |

|  | 4.49 % |

|  | 100.00 % |

|  | 56.54 % |

|  | 60.28 % |

|  | 35.75 % |

|  | 3.97 % |

|  | 100.00 % |

|  | 58.23 % |

|  | 57.58 % |

|  | 42.42 % |

|  | 100.00 % |

|  | 62.11 % |

|  | 80.99 % |

|  | 19.01 % |

|  | 100.00 % |

|  | 32.38 % |

|  | 0.00 % |

|  | 0.00 % |

|  | 51.36 % |

|  | 48.64 % |

|  | 100.00 % |

|  | 59.03 % |

|  | 53.15 % |

|  | 46.85 % |

|  | 100.00 % |

|  | 55.81 % |

|  | 81.29 % |

|  | 18.71 % |

|  | 100.00 % |

|  | 37.61 % |

|  | 85.00 % |

|  | 15.00 % |

|  | 100.00 % |

|  | 45.31 % |

|  | 92.27 % |

|  | 4.13 % |

|  | 3.61 % |

|  | 100.00 % |

|  | 41.58 % |

|  | 78.40 % |

|  | 21.60 % |

|  | 100.00 % |

|  | 51.52 % |

|  | 86.51 % |

|  | 7.97 % |

|  | 5.51 % |

|  | 100.00 % |

|  | 56.63 % |

|  | 96.98 % |

|  | 3.02 % |

|  | 100.00 % |

|  | 54.90 % |

|  | 99.10 % |

|  | 0.90 % |

|  | 100.00 % |

|  | 59.46 % |

|  | 0.00 % |

|  | 0.00 % |

|  | 96.40 % |

|  | 3.60 % |

|  | 100.00 % |

|  | 58.84 % |

|  | 97.77 % |

|  | 2.23 % |

|  | 100.00 % |

|  | 66.10 % |

|  | 96.79 % |

|  | 3.21 % |

|  | 100.00 % |

|  | 69.32 % |

|  | 97.06 % |

|  | 2.94 % |

|  | 100.00 % |

|  | 65.38 % |

|  | 65.38 % |

|  | 34.72 % |

|  | 100.00 % |

|  | 65.67 % |

|  | 62.11 % |

|  | 37.89 % |

|  | 100.00 % |

|  | 58.68 % |

|  | 91.51 % |

|  | 8.49 % |

|  | 100.00 % |

|  | 54.40 % |

|  | 93.04 % |

|  | 6.96 % |

|  | 100.00 % |

|  | 65.08 % |

|  | 80.13 % |

|  | 19.87 % |

|  | 100.00 % |

|  | 61.03 % |

|  | 90.77 % |

|  | 9.23 % |

|  | 100.00 % |

|  | 41.22 % |

|  | 54.73 % |

|  | 40.58 % |

|  | 4.69 % |

|  | 100.00 % |

|  | 61.53 % |

|  | 67.74 % |

|  | 32.26 % |

|  | 100.00 % |

|  | 67.13 % |

|  | 52.95 % |

|  | 47.05 % |

|  | 100.00 % |

|  | 59.42 % |

|  | 68.96 % |

|  | 31.04 % |

|  | 100.00 % |

|  | 67.76 % |

|  | 67.83 % |

|  | 32.17 % |

|  | 100.00 % |

|  | 83.82 % |

|  | 67.15 % |

|  | 30.60 % |

|  | 2.13 % |

|  | 0.12 % |

|  | 100.00 % |

|  | 59.46 % |

|  | 79.00 % |

|  | 21.00 % |

|  | 100.00 % |

|  | 67.86 % |